# Wagneria alpina
Wagneria alpina är en tvåvingeart som beskrevs av Villeneuve 1910. Wagneria alpina ingår i släktet Wagneria och familjen parasitflugor. Arten är reproducerande i Sverige. Inga underarter finns listade i Catalogue of Life.